# 서울행당초등학교
서울행당초등학교는 대한민국 서울특별시 성동구 행당동에 있는 공립 초등학교이다.

## 학교 연혁
- 1962년 8월 25일 서울행당초등학교 설립 인가
- 1962년 11월 12일 제1대 정상민 교장 부임
- 2002년 9월 1일 서울응봉초등학교로 분리(801명)
- 2005년 9월 1일 서울행현초등학교로 분리(280명)
- 2006년 9월 1일 교육과학기술부 지정 1, 2학년 초등영어정책연구학교
- 2008년 12월 26일 학교경영, 과학교육, 영재교육, 영어공교육강화 우수학교 교육감 표창
- 2009년 2월 8일 인조 잔디 운동장 준공
- 2009년 9월 10일 과학실 현대화 사업 완료
- 2009년 10월 14일 전국 아름다운 학교 디자인 분야 최우수학교 지식경제부장관 표창
- 2009년 12월 31일 ICT활용교육 우수학교, 학교보건교육 우수학교 교육감 표창
- 2011년 6월 1일 학습준비물센터 개관
- 2011년 7월 13일 특수교육지원센터 및 국회의사당 준공
- 2012년 2월 28일 현대화 사업
- 2012년 7월 25일 정문(기다림의 동산) 준공
- 2012년 8월 17일 정문 서부 보안관실 보수공사 및 후문 서부 보안관실 설치
- 2012년 11월 20일 본관 엘리베이터 준공
- 2013년 3월 1일 제13대 교장 취임
- 2013년 8월 27일 가동 벽화 완공
- 2014년 2월 28일 행당 돌봄교실 증설
- 2014년 8월 4일 지킴이실 및 관리실설치
- 2014년 11월 26일 행당 인성 카페 옹달샘 개소
- 2017년 3월 1일 제14대 교장 부임
- 2017년 5월 6일 학생 cafeteria enviroment 개선 공사
- 2017년 11월 9일 행당 아베끄 오케스트라 성동 청소년 오케스트라 축제 공연(소월아트훌)
- 2017년 12월 21일 운동장 안전 매트 교체
- 2017년 12월 22일 기다림의 동산 벽화 제작

- 2018년 3월 1일 서울형 스마트학교 지정
- 2018년 3월 19일 과학실 1실 현대화

## 참고 자료
- 서울행당초등학교 - 한국교육학술정보원 학교알리미